# GrafX2
GrafX2 est un éditeur graphique bitmap,orienté pixel art et animation et inspiré des programmes Amiga Deluxe Paint et Brilliance. C'est un logiciel libre distribué sous licence GNU General Public License, sorti en 1996.

## Fonctionnalités
- L'image s'affiche par défaut à la fois en taille réelle et zoomée.
- Fenêtre ou plein écran
- Possibilité d'utiliser une partie de l'image comme brosse
- Outils classiques rectangle, ellipse, remplissage, bombe aérosol, arc de cercle, texte, pipette.
- Formats GIF, PNG, BMP, PCX, PKM, LBM, PBM, IMG, C64, CPC, CEL, NEO, XPM ...
- Différents filtres d'effets
- Fonction animation
- Comporte des modes reproduisant les contraintes des ZX Spectrum, Thomson TO7, Amstrad CPC, Commodore 64, Apple II, Game Boy Color.
- Supporte le scripting avec un moteur Lua intégré[4]

## Historique
Il est inspiré à l'origine notamment par Deluxe Paint Enhanced (PC), version plus limitée que Deluxe Paint II sur Amiga, Degas Elite (Atari ST) ou Brillance (Amiga).
GrafX1, la première version, a été commencé vers septembre 1995, alors écrit en Turbo Pascal sur Pc pour développer des jeux d'aventure.
La version 2.0 beta, redéveloppée en langage C, en utilisant Watcom C et accédant directement à la carte VGA a été présentée en novembre 1996, à la demoparty Wired.
Il était d'abord un logiciel gratuit avant de devenir un logiciel libre sous licence GPL. À la suite du passage en logiciel libre, le programme est modifié pour fonctionner sous GNU/Linux avec la SDL. De nombreux contributeurs permettent de corriger les bugs, de rajouter des fonctionnalités au programme et de le porter sur de nombreuses plateformes.

## Caractéristiques et spécificités
L’intérêt de GrafX2 lors de sa sortie en 1996 a été la possibilité d’afficher des images dans la plupart des résolutions disponibles sur Amiga. Cela a permis d'utiliser le programme en tant que visionneuse d'images pour les utilisateurs de PC. Cela a été fait par une programmation de bas niveau de la carte vidéo, en utilisant les modes X combinés aux paramètres VESA . Le portage SDL fonctionne généralement sur des plates-formes utilisant des écrans haute résolution. Il peut donc utiliser la mise à l'échelle logicielle pour émuler des résolutions plus faibles.
Toutes les versions du programme sont conçues pour dessiner en mode couleur indexée, jusqu'à 256 couleurs. Un éditeur de palette permet des opérations très précises sur l'image et sa palette. Ces fonctions sont précieuses pour les graphiques de jeu sur console ou mobiles, où certains index de couleurs spécifiques dans la palette sont nécessaires pour les effets spéciaux : permutation de palette, cyclage de couleurs, couleur transparente pour les sprites.
L'interface utilisateur est gérée par la souris avec une barre d'outils pour les outils communs et certaines fenêtres de dialogue modales. Pour une productivité accrue avec les fonctions fréquemment utilisées, un système complet de raccourcis clavier est disponible.
L'utilisateur peut diviser la zone d'édition en deux : taille normale à gauche, vue agrandie à droite. Dessiner dans la zone agrandie permet un contrôle plus précis de la souris.
Les concepts de dessin de base sont clairement inspirés de Deluxe Paint, ils impliquent :
- un pinceau : c'est l'une des formes monochromes intégrées, ou un morceau de bitmap coloré saisi par l'utilisateur. Le pinceau apparaît « coincé » sous le curseur de la souris, il donne un aperçu précis.
- un outil qui colle le pinceau sur l'image à plusieurs endroits : dessin à main levée, ligne droite, cercle, courbe, aérographe...
- éventuellement, plusieurs effets qui modifient la façon dont les pixels sont dessinés : par exemple, le mode « Ombre » ignore la couleur du pinceau, il éclaircit ou assombrit l'image en fonction du bouton de la souris utilisé (et en fonction des gammes de couleurs définies par l'utilisateur). Certains des effets sont classiques pour un programme de dessin RVB 24 bits (transparence, lissage, smearing), mais leur efficacité dans GrafX2 est limitée en fonction des couleurs prédéfinies dans la palette.

Le portage SDL fonctionne actuellement sur de nombreux systèmes informatiques, testés sur des systèmes courants tels que Linux, FreeBSD, Windows, Mac OS X, et sur des systèmes moins courants tels que AmigaOS 3.x sur 68k, AmigaOS 4.0 sur PPC, BeOS et Haiku., MorphOS sur PPC, AROS sur x86, SkyOS, Atari MiNT sur Atari Falcon030 et Atari TT. Il est même porté sur la console de jeu du terminal mobile GP2X et la version Windows peut être utilisée sur MS-DOS via HX DOS Extender.

## Relation à la demoscene
La première version de GrafX2 a été réalisée lors de la Demoparty Wired 96. L'outil était principalement conçu pour les graphistes de la Scène démo. Cela explique la présence de fonctionnalités spécifiques aux anciens ordinateurs, car les Demosceners utilisent souvent ce type de matériel. Aujourd'hui, le programme est principalement utilisé pour du Pixel art.

## Formats de fichiers pris en charge
- PKM (Sunset Design) (Il s'agit d'un format personnalisé utilisé uniquement par GrafX2. Cela a été fait dans la première version comme moyen facile de sauvegarder des images, avant que le format gif ne soit parfaitement géré.)
- BMP (Microsoft, format de fichier BMP )
- CEL, KCF
- GIF ( Compuserve ) (Les animations sont supportées, mais aussi les images "multi layer")
- IMG
- IFF/LBM (deluxe paint, mais aussi de nombreux programmes Amiga)
- PCX (Z-Soft)
- PI1, PC1 ( Degas Elite )
- PNG ( Portable Network Graphics ) (uniquement dans les ports Windows et SDL)
- SCx (Colorix)
- NEO ( NeoChrome )
- FLI/FLC (Autodesk Animator) (animations)
- JPEG (chargement uniquement)
- TGA (chargement uniquement)
- De nombreux formats d'image C64 (Koala, CDU, FLI, etc.)
- Plusieurs format d'image CPC (dont CM5, PPH)